# Ulcus
Ulcus, llamada en sus principios Ulcus Molle, era una banda noruega de symphonic black metal.

## Historia
Ulcus Molle fue fundada en 1994 y eran originarios de la región de Sogndal, Noruega. Al comienzo eran cuatro integrantes Sture (voz y guitarra), Jarle (bajo), Jørn (batería) y Hektor (guitarra). El primer demo del grupo fue titulado "Yggdrasil" (1995).
Hektor dejó la banda antes de la grabación del segundo demo "Roles" (1996). Este fue reemplazado por Stian. La llegada de este miembro le dio un nuevo semblante a la banda, imponiéndose como guitarrista líder. Stian también es considerado por participar como guitarrista de sesión en la banda de Black/Viking Metal noruega "Windir"
Después de "Roles", Jarle tomó el control de las composiciones y de la música. También le añadieron un toque más sinfónico a la banda. Es aquí donde entra en juego el teclado y un nuevo miembro Gaute Refsnes. Después de estos cambios la banda grabó "Malicious Triuph" (1998).
La banda tenía pensado cambiar su nombre, así que en el año 1999, Ulcus Molle quedó sólo como Ulcus.
El álbum debut, "Cherish The Obscure", fue lanzado en 2000.
Ulcus ya no permanece activo, puesto que se unieron a Valfar, formando del proyecto personal de este último, la banda noruega que conocemos como Windir.

## Miembros
- Sture Dingsøyr - Vocalista y Guitarra
- Jarle Kvåle - Bajo
- Stian Bakketeig - Guitarra
- Jørn Holen - Batería
- Gaute Refsnes - Teclados

## Discografía
- 1995 - Yggdrasil [Demo]
- 1996 - Roles[Demo]
- 1998 -Malicious Triumph [EP]
- 2000 - Cherish The Obscure

## Enlaces
- Sitio oficial de Ulcus

- Datos: Q6155271